# Psihosocialna tveganja na delovnem mestu
Psihosocialna nevarnost je katerakoli nevarnost pri delu, ki vpliva na psihološko blagostanje zaposlenih. Psihosocialna tveganja vključujejo stres, povezan z delom, nasilje na delovnem mestu (vključno z grožnjami z nasiljem), trpinčenje na delovnem mestu ter ustrahovanje in nadlegovanje na delovnem mestu.

## Tveganje
Tveganje pomeni verjetnost, da se bo zaradi kakšnih zunanjih ali notranjih dejavnikov zgodila določena škoda oziroma kakršenkoli drug negativen izid. Tveganje je pravzaprav možnost, da izid ne bo takšen, kot je bil predviden. V finančnem in poslovnem svetu je koncept tveganja isti. Tveganje je vse, kar lahko prepreči doseganje določenih ciljev in ustvari izid, ki ni bil predviden. Če je škodo ali negativen izid možno predvideti, se potem le-ta lahko nevtralizira s preventivnim dejanjem.
Da sploh lahko govorimo o tveganju, morata biti prisotna dva dejavnika, in sicer: negotovost in izpostavljenost. Če kateri od teh dejavnikov ni prisoten, potem ne moremo govoriti o tveganju. Lahko smo negotovi glede prihodnjih dogodkov, toda če nismo izpostavljeni, potemtakem tveganja preprosto ni. Ali obratno: če smo izpostavljeni in z gotovostjo vemo, kaj se bo zgodilo, težko rečemo, da obstaja tveganje. Ob tem se poraja vprašanje, ali smo sploh lahko stoodstotno gotovi glede česarkoli.

## Psihosocialna tveganja
Mednarodna organizacija dela je leta 1986 opredelila psihosocialna tveganja v smislu njihove interakcije med vsebino dela, delovno organizacijo in upravljanjem, drugimi pogoji okolja in organizacije na eni strani ter kompetencami in potrebami delavca na drugi strani. Ta interakcija je lahko nevarna za zdravje delavca v odvisnosti od njegovega zaznavanja in doživljanja. Cox in A. Griffiths (1995) pa sta opredelila psihosocialne nevarnosti kot vidike oblikovanja, organizacije in upravljanja dela ter njihovega socialnega in okolijskega konteksta, ki lahko potencialno povzročijo psihološko ali fizično škodo.
Psihosocialna tveganja so opredeljena kot tisti psihološki in socialni vidiki dela, delovnega mesta, zaposlenih, delovne organizacije in širšega okolja, ki povečujejo verjetnost za zdravstvene zaplete pri zaposlenih, doživljanje prekomernega stresa, preobremenjenost, izgorevanje, odsotnost z dela, in ki prav tako povečujejo verjetnost za zmanjšani učinkovitost in storilnost na delovnem mestu ter težave pri usklajevanju dela z družinskimi obveznostmi.

### Izvori psihosocialnih tveganj
Psihosocialna tveganja izhajajo iz slabega načrtovanja, organizacije in vodenja dela ter slabih socialnih okoliščin dela in imajo lahko negativne psihične, fizične in socialne posledice, kot so stres, povezan z delom, izgorelost, depresija in drugo.
Izvori psihosocialnih tveganj na delovnem mestu so:
- vsebina dela: monotono, fragmentirano, nesmiselno ali premalo zahtevno delo, kratki delovni cikli, velika negotovost, delo z zahtevnimi strankami, bolniki in varovanci

- delovna obremenitev ali hitrost dela: prevelika ali premajhna delovna obremenitev, pomanjkanje nadzora nad hitrostjo poteka dela (delovni stroj določa hitrost dela), velik časovni pritisk, nenehni časovni roki

- urnik dela: izmensko delo, neprilagodljiv urnik dela, nepredvidljiv, dolg ali delovni čas izven rednih ur (med 9. in 17. uro)

- nadzor: majhno sodelovanje pri odločanju, majhen nadzor nad delovno obremenitvijo, hitrostjo dela in njegovo menjavo

- delovno okolje in delovna oprema: neustrezna, nezanesljiva in slabo vzdrževana oprema, slabe delovne razmere, kot so pomanjkanje prostora, slaba osvetljenost ali prekomeren hrup

- organizacijska kultura in funkcija: slaba komunikacija in obveščanje, nizka raven podpore pri reševanju težav in osebnem razvoju, slabo definirani ali neusklajeni organizacijski cilji

- medosebni odnosi na delovnem mestu: socialna ali fizična izolacija, slab odnos z nadrejenimi, medsebojni konflikti, pomanjkanje socialne podpore, nadlegovanje, ustrahovanje, nasilje tretjih oseb

- vloga in odgovornost v organizaciji: dvoumne ali konfliktne vloge, odgovornost za ljudi pri delu

- razvoj poklicne kariere: stagniranje poklicne kariere, negotovost v zvezi z napredovanjem ali zaposlitvijo, nezasluženo napredovanje ali odsotnost zasluženega napredovanja, slabo plačilo, slab družbeni ugled dela

- usklajevanje zasebnega in poklicnega življenja: nasprotja med zahtevami dela in zasebnega življenja, nizka podpora družine, težave, povezane z delovno aktivnostjo obeh partnerjev.

### Posledice psihosocialnih tveganj
Stres na delovnem mestu je postal skoraj sinonim za delovno življenje in je splošno sprejeto, da ima lahko delo precejšnji vpliv na psihološko zdravje delavca. Tako kot številna druga vprašanja, povezana z duševnim zdravjem, je tudi stres pogosto predmet napačnega razumevanja ali stigmatizacije. Če pa se psihosocialna tveganja in stres obravnavajo kot organizacijsko vprašanje, in ne kot pomanjkljivost posameznika, so lahko enako obvladljivi kot katerokoli drugo tveganje za zdravje in varnost pri delu.
Posledice psihosocialnih tveganj se lahko kažejo na več ravneh. Ponavljajoče se stresne reakcije, ki so posledica različnih obremenitev, se lahko kažejo v fizioloških reakcijah, spremembah vedenja, psihičnem odzivanju. Poleg tega pa se posledice lahko kažejo tudi na ravni same delovne organizacije, saj se lahko poveča bolniška odsotnost z dela (absentizem), zapuščanje kadrov (fluktuacija), znižata se storilnost in delovna učinkovitost zaposlenih na delovnem mestu zaradi zdravstvenih težav (prezentizem), zaposlenim lahko upade morala in lojalnost do organizacije, povečajo se sovražnost in druga negativna čustva.
Posledice psihosocialnih tveganj so:
- telesni znaki: spremembe v teku, spremembe v telesni teži, pogosti glavoboli, vrtoglavica, nespečnost, pogosti prehladi, napetost in bolečine v mišicah, prebavne motnje, razbijanje srca, kronična utrujenost, alergije, povečano uživanje alkohola in pomirjeval ter več kajenja

- duševni znaki: tesnoba, nemir, napetost, potrtost, nemoč, obup, nagle spremembe razpoloženja, razdražljivost, napadalnost, nočne more, pogosti jok, depresija, zaskrbljenost, nezadovoljstvo, pretirana občutljivost, pomanjkanje samospoštovanja, občutek praznosti, dvomi, izguba perspektive, apatičnost, negativizem, pozabljivost, zmedenost

- znaki, vidni v medosebnih odnosih: nestrpnost, nezaupanje, zmanjšani stiki s prijatelji, izmikanje sodelavcem, zapiranje vase, izolacija, skrivanje, težave v komunikaciji, zmanjšana potreba po spolnosti

- znaki, vidni pri delu: občutek preobremenjenosti, utrujenost, neučinkovitost, neuspešnost, nedokončane naloge, lotevanje vedno novih nalog, izguba perspektive, težave s koncentracijo in pozornostjo, pomanjkanje novih idej, odpor do dela, absentizem, prezentizem, fluktuacija.

Dobro psihosocialno okolje spodbuja uspešnost in osebni razvoj ter dobro duševno in telesno počutje delavca. Delavec občuti stres, kadar so zahteve njegovega dela večje od njegovih sposobnosti, da se spopade z njimi. Pri delavcih, ki so dalj časa izpostavljeni stresu, se lahko poleg težav z duševnim zdravjem pojavijo tudi resne težave s telesnim zdravjem, kot so bolezni srca in ožilja ali kostno-mišična obolenja. Negativni učinki za organizacijo vključujejo slabo splošno poslovno uspešnost, povečano odsotnost z dela, prezentizem (delavci pridejo na delo kljub bolezni, zaradi česar pri delu niso učinkoviti) ter višje stopnje nesreč in poškodb. Odsotnosti so običajno daljše kot pri drugih vzrokih, stres, povezan z delom, pa lahko prispeva tudi k višjim stopnjam predčasnega upokojevanja.

## Ocena tveganja
Obstajajo različne metode za oceno dejavnikov psihosocialnega tveganja na delovnem mestu. Najbolj uporabljen način je s pomočjo samoocenjevalnih vprašalnikov.
Naloga delodajalcev je, da zagotovijo varnost in zdravje delavcev pri delu ter izvedejo oceno tveganja. Ocena tveganja je postopek, s katerim ovrednotimo tveganja za varnost in zdravje delavcev, ki jih predstavljajo nevarnosti na delovnem mestu. Je sistematičen pregled vseh vidikov dela in obravnava naslednja vprašanja:
- kaj lahko povzroči poškodbe ali škodo

- ali je nevarnosti mogoče odpraviti

- če nevarnosti ni mogoče odpraviti, kakšni preventivni ali varnostni ukrepi so ali bi morali biti uvedeni za nadzor tveganj.

### Petstopenjski pristop k ocenjevanju tveganja
Za večino podjetij bi moral ustrezati preprost petstopenjski pristop k ocenjevanju tveganja. Koraki petstopenjskega pristopa so:
1. korak: Prepoznavanje nevarnosti in ogroženih oseb
Nevarnost je lahko karkoli (delovni material, delovna oprema, način dela ali delovni postopek), kar bi lahko povzročilo škodo.
Zelo pomembno je, da je za vsako nevarnost jasno, kdo se lahko poškoduje, ker bomo tako določili najboljši način za obvladovanje tveganja. To ne pomeni, da moramo poimensko našteti vse ogrožene ljudi, temveč da določimo ogrožene skupine ljudi (npr. zaposleni, ki delajo v skladišču, mimoidoči). V nevarnosti so lahko tudi osebe, ki niso zaposlene v podjetju (npr. čistilci, podizvajalci, obiskovalci). Še posebno pozornost je treba nameniti vprašanju spola in skupinam delavcev, pri katerih je tveganje večje ali imajo posebne potrebe. V vsakem primeru je pomembno, da določimo, kako se lahko poškodujejo oziroma kakšna poškodba ali obolenje se lahko pojavi. Delavci, pri katerih je tveganje lahko večje, so: delavci invalidi, delavci migranti, mladi in starejši delavci, nosečnice in doječe matere, neusposobljeno in neizkušeno osebje, vzdrževalci, delavci z oslabljenim imunskim sistemom, delavci z zdravstvenimi težavami (npr. bronhitis), delavci, ki jemljejo zdravila, zaradi katerih so lahko ranljivejši.
2. korak: Ocenjevanje in prednostno razvrščanje tveganj
Tveganje je možnost, velika ali majhna, da bo nekdo zaradi nevarnosti prizadet. Veliko nevarnosti ali aktivnosti na delovnem mestu lahko ocenimo na podlagi preprostega postopka, ki temelji na presoji in ne zahteva nobenega strokovnega znanja ali zapletenih metod. Na ta način presojamo aktivnosti, pri katerih je prisotna manjša nevarnost, ali delovna mesta, kjer so tveganja dobro znana ali že prepoznana in kjer je način za njihovo obvladovanje že na voljo. Tveganja je nato treba prednostno razvrstiti in obravnavati v določenem vrstnem redu.
3. korak: Odločitev o preventivnem ukrepanju
Pri preprečevanju in obvladovanju tveganj je treba upoštevati naslednje: izogibanje tveganjem, zamenjava nevarnega z nenevarnim ali manj nevarnim, obvladovanje tveganj pri viru, uvajanje kolektivnih varnostnih ukrepov ima prednost pred individualnimi varnostnimi ukrepi, prilagajanje tehničnemu napredku in prizadevanje za izboljšanje ravni varnosti v podjetju.
4. korak: Ukrepanje
Pomembno je, da so v postopek vključeni delavci in njihovi predstavniki. Za učinkovito izvajanje je med drugim treba sestaviti načrt, ki določa: ukrepe, ki se bodo izvajali, kdo bo kaj storil in kdaj ter do kdaj mora biti naloga opravljena. Izvajanje ukrepov ima prednost pred drugimi nalogami.
5. korak: Spremljanje in posodabljanje
Oceno tveganja je treba redno pregledovati glede na naravo tveganj, verjetnost sprememb v delovnem procesu ali zaradi rezultatov preiskave nezgode pri delu ali nevarnega pojava. Oceno tveganje je treba tudi evidentirati.

### Kritika petstopenjskega pristopa k ocenjevanju psihosocialnih tveganj
V delovnih organizacijah službe za zdravje na delovnem mestu igrajo pomembno vlogo pri ocenjevanju fizičnih nevarnosti. Pogosto se predlaga podoben pristop k ocenjevanju psihosocialnih tveganj, kot je pristop k ocenjevanju fizičnih tveganj. Briner in J. Rick (1999) menita, da je kar nekaj težav s takšnim pristopom k ocenjevanju psihosocialnih tveganj.
Obstaja namreč nekaj razlik med fizičnimi in psihosocialnimi nevarnostmi na delovnem mestu. Fizične nevarnosti so zelo odvisne od konteksta (npr. način, kako se shranjujejo vnetljive snovi), psihosocialne nevarnosti pa so lahko prisotne povsod (npr. čezmerna delovna obremenitev, nejasnost vlog). Tako npr. lahko zelo natančno ugotovimo, na kateri stopnji izpostavljenosti kemičnim hlapom, le-ti postanejo nevarni, ne moremo pa ugotoviti stopnje, na kateri npr. čezmerna delovna obremenitev lahko povzroči določeno škodo. Nadalje, fizične nevarnosti ponavadi delujejo takoj (npr. opekline, padci), učinek izpostavljenosti npr. travmatičnemu dogodku pa je lahko latenten nekaj mesecev ali več. Fizične nevarnosti ponavadi imajo negativne učinke, medtem ko so učinki psihosocialnih nevarnosti včasih negativni, včasih pozitivni. Tako je npr. vpliv na opravljanje lastnega dela ali avtonomnost na splošno sprejeta kot dobra za naše duševno zdravje, ampak preveč avtonomnosti lahko kaže tudi na nejasnost vlog ali slabo podporo sodelavcev ali nadrejenih, kar je oboje označeno kot potencialna nevarnost. Na koncu, fizične nevarnosti so same po sebi škodljive (npr. strupeni plini), ali pa se njihov vpliv do neke mere lahko določi glede na posameznikovo občutljivost, psihosocialne nevarnosti pa so v celoti ali delno določene glede na način, kako jih ljudje dojemajo (kognitivna ocena). Tako je npr. strupen plin strupen ne glede na to, ali ga vohamo, okusimo ali vidimo, delovna obremenitev pa npr. zahteva določitev, ali je premalo ali preveč le-te, da bi bila nevarna za posameznika. Pri oceni tveganja je zato včasih težko izvesti že prvi korak, ko iščemo psihosocialne nevarnosti oziroma tveganja.
Poleg tega se pojavlja težava tudi zaradi samoocenjevalne narave vprašalnikov o pogojih dela, ker je samoocenjevanje pod vplivom številnih dejavnikov poleg objektivnih pogojev dela. Briner (1997) navaja naslednje: trenutno čustveno stanje med reševanjem vprašalnika, individualne razlike oziroma osebnostne lastnosti (npr. čustvena nestabilnost oziroma nevroticizem), težava pri razlikovanju trenutnih stresnih delovnih pogojev od tistih, ki jih preprosto ne maramo na delovnem mestu, ter dejstvo, da samoocena fizičnih ali psiholoških simptomov ne ustreza nujno kliničnim znakom škode.
Briner (1997) zato predlaga naslednje tri vire podatkov o kazalnikih nevarnosti, škode in tveganja: interno raziskavo, opazovanje in kvalitativne tehnike.
Obstajajo torej tudi drugi postopki, ki so ravno tako učinkoviti, še posebno pri bolj zapletenih tveganjih in okoliščinah. Vodilna načela so enaka, ne glede na to, ali je postopek ocene tveganja razdeljen na več ali manj korakov, ali pa so celo nekateri od korakov drugačni. En sam "pravi" način za izvedbo ocene tveganja ne obstaja in v različnih razmerah se lahko uporabijo različni pristopi. Izbira pristopa k oceni tveganja je odvisna od: narave delovnega mesta (npr. stalna ali prehodna poslovna enota), vrste delovnega procesa (npr. ponavljajoče operacije, razvoj ali spreminjanje procesov, delo na zahtevo), opravljene naloge (npr. ponavljajoča, občasna ali z visoko stopnjo tveganja) in tehnične zahtevnosti. V nekaterih primerih bo zadostoval enoten pristop, ki bo zajel vsa tveganja, povezana z delovnim mestom ali aktivnostjo, medtem ko bodo v drugih primerih morda potrebni različni pristopi za različne dele delovnega mesta.

### Psihosocialna tveganja v Evropi in Sloveniji
Raziskava Evropske agencije za varnost in zdravje pri delu o novih in nastajajočih tveganjih (ESENER) (2012) ugotavlja, kako se psihosocialna tveganja dojemajo v evropskih podjetjih in kako se ta z njimi spopadajo, ter opredeljuje glavne dejavnike, prepreke in potrebe po pomoči. Raziskava ESENER je bila opravljena v letu 2009 v 31 državah (27 držav članic Evropske unije (EU-27), Hrvaška, Norveška, Švica in Turčija). Rezultati kažejo, da psihosocialna tveganja predstavljajo večji izziv in so težje obvladljiva kot tako imenovana tradicionalna tveganja za varnost in zdravje pri delu. Predvsem je treba povečati ozaveščenost, potrebna pa so tudi enostavna praktična orodja, ki bi olajšala spopadanje s stresom, nasiljem in nadlegovanjem, povezanim z delom.
V Poročilu o psihosocialnih tveganjih na delovnem mestu v Sloveniji (2012) so predstavljeni podatki o delovnih razmerah ter psihičnih in zdravstvenih tveganjih v delovnem okolju v Sloveniji, pridobljeni s prej omenjeno evropsko raziskavo o delovnih razmerah in slovenskim modulom o psihičnih in zdravstvenih tveganjih, izvedenim leta 2010. Analiza je pokazala, da slovenski delavci v primerjavi s povprečjem EU-27 poročajo, da več delajo (zlasti ženske), da so manj zadovoljni z delovnimi razmerami, da doživljajo večjo zaposlitveno negotovost, več prisotnosti na delovnem mestu kljub bolezni (prezentizem) in manj izostankov z dela (absentizem). Večina anketirancev v Sloveniji je poročala, da pri delu doživljajo stres, več kot 40 % pa o splošni utrujenosti. Posebnih razlik med slovenskimi izsledki in povprečjem EU-27 glede različnih oblik psihičnega nasilja ali zlorab ni. Besednih žalitev je manj, čeprav v Sloveniji poročajo o pogostejših grožnjah in ponižujočem ravnanju, manjše so pa razlike glede diskriminacije in zastraševanja ali nadlegovanja. Podatki, pridobljeni s posebnim modulom o psihičnih in zdravstvenih tveganjih na delovnem mestu v Sloveniji, so ponovno potrdili visoko intenzivnost dela, saj so anketiranci večinoma poročali o slabih izkušnjah, povezanih s preveliko količino in slabo organizacijo dela, manj o doživljanju psihičnega nasilja, najmanj pa fizičnega nasilja. Psihičnemu nasilju je bilo izpostavljeno 10 % anketirancev, nekoliko več žensk kakor moških. Zdravstvene in psihične težave, o katerih je poročalo največ anketirancev, so bile živčnost, spalne motnje in mišična napetost.
V okviru Ankete o delovni sili je bil v drugem četrtletju 2013 izveden ad hoc modul o nezgodah pri delu in drugih z delom povezanimi zdravstvenimi težavami. Rezultati kažejo, da je vsaj enemu dejavniku, ki bi lahko negativno vplival na telesno zdravje, bilo izpostavljenih malo več kot 60 % delovno aktivnih prebivalcev Slovenije. Za skoraj 40 % teh oseb so pomenili največje tveganje za zdravje nerodna ali prisilna drža telesa ali težki delovni gibi. Temu tveganju so bile bolj izpostavljene ženske (51,4 %) kot moški (31,3 %). Pri moških je bilo na drugem mestu delo s tveganjem za nezgode (24,7 % delovno aktivnih moških), pri ženskah pa ročno premeščanje težkih bremen (16,5 % delovno aktivnih žensk). Na delovnem mestu je bilo psihičnim pritiskom podvrženih skoraj 32 % delovno aktivnih prebivalcev. Od teh je bila velika večina (90,7 %) takih, ki so delali pod hudimi časovnimi pritiski in so bili preobremenjeni z delom, 5,1 % delovno aktivnih je bilo izpostavljenih nadlegovanju ali ustrahovanju, 4,2 % pa nasilju in grožnjam z nasiljem.
Raziskava ESENER-2 je bila opravljena v letu 2014 v 36 državah (28 držav članic Evropske unije (EU-28), Albanija, Makedonija, Islandija, Črna Gora, Norveška, Srbija, Švica in Turčija). Psihosocialni dejavniki tveganja še vedno veljajo za zahtevnejše od drugih dejavnikov tveganja. Ugotovljeno je, da so anketiranci v poslovnih enotah EU-28 kot dva najpogostejša dejavnika, ki prispevata k psihosocialnim tveganjem, navedli delo s težavnimi strankami, bolniki in učenci (58 %) ter časovni pritisk (43 %). Za oba dejavnika tveganja je značilen podoben profil gospodarske dejavnosti. Najpogostejša sta med poslovnimi enotami na področju izobraževanja, zdravstva in socialnega varstva ter v javni upravi. Oba dejavnika tveganja se povečujeta sorazmerno z velikostjo podjetja, še zlasti to velja za časovni pritisk. Kar zadeva ukrepe, so v EU-28 najpogosteje poročali o reorganizaciji dela, da bi se zmanjšale zahteve in pritisk na delovnem mestu (38 %), ter zaupnem svetovanju za zaposlene (36 %). Pri uporabi storitev s področja varnosti in zdravja pri delu je razvidno, da so poslovne enote najpogosteje najemale zdravnike, specialiste medicine dela (68 %), splošne strokovnjake za področje varnosti in zdravja pri delu (63 %) ter izvedence za preprečevanje nezgod pri delu (52 %). Kar zadeva psihosocialna tveganja, pa o vključenosti psihologa poroča le 16 % poslovnih enot iz EU-28. Zanimivo je, da obstajajo pomembne razlike po posameznih državah: na Finskem in Švedskem približno 60 % poslovnih enot poroča o vključenosti psihologa, bodisi ga zaposluje bodisi ga najame, v Sloveniji približno 25 %.

## Upravljanje psihosocialnih tveganj
Psihosocialna tveganja so odvisna od različnih dejavnikov. Povezana so tudi s subjektivnim doživljanjem obremenitev in osebnostnimi značilnostmi. Za preprečevanje psihosocialnih tveganj pri delu je odgovoren predvsem delodajalec, vendar se boljši učinki dosežejo v sodelovanju med zaposlenimi, delodajalcem, vodilnimi delavci, predstavniki sindikatov oziroma katerim drugim predstavnikom delavcev. Čeprav so torej delodajalci zakonsko odgovorni zagotoviti, da se tveganja na delovnem mestu pravilno ocenjujejo in nadzorujejo, je pomembno, da so vključeni tudi delavci, ker delavci in njihovi predstavniki najbolje poznajo težave, ki se lahko pojavijo na njihovem delovnem mestu. Z njihovim vključevanjem bosta zagotovljeni ustreznost in učinkovitost sprejetih ukrepov.
Problema se je treba lotiti sistematično in celovito. Novejše smernice obvladovanja psihosocialnih tveganj že vključujejo poleg ožjih tveganj, povezanih s poklicem in z naravo dela ter delovno organizacijo, tudi različne dejavnike, ki izhajajo iz širših družbenih, sociodemografskih in ekonomskih okoliščin, saj so slednja tveganja prepoznana kot dodatna bremena, ki povečujejo ranljivost zaposlenih za doživljanje prekomernega stresa, izgorevanje in odsotnost z dela zaradi zdravstvenih težav ter zmanjšujejo storilnost in učinkovitost na delovnem mestu. Prav tako je pomembno, da je spoprijemanje s psihosocialnimi tveganji usmerjeno predvsem k vzrokom, ne pa k njihovim posledicam. Strategijo je smiselno tudi sproti prilagajati in dopolnjevati z novimi ukrepi. Vsekakor pa je treba v določenih časovnih razmikih (na eno‐ ali dvoletni ravni) ponovno opraviti analizo stanja, s pomočjo katere se preverijo učinki ukrepov in morebitni novi izvori problemov ter pridobijo izhodišča za oblikovanje nadaljnjih strategij obvladovanja psihosocialnih tveganj na delovnem mestu.